# Hottea goavensis
Hottea goavensis är en myrtenväxtart som beskrevs av Ignatz Urban. Hottea goavensis ingår i släktet Hottea och familjen myrtenväxter. Inga underarter finns listade i Catalogue of Life.